# Trường chuyên lớp chọn
Trường chuyên được hiểu một cách thông thường là trường trung học đào tạo toàn diện và nâng cao một số môn học chuyên môn, như Toán học, Ngoại ngữ,..
Theo quan điểm của Luật Giáo dục Việt Nam (2019), "Trường chuyên được thành lập ở cấp trung học phổ thông dành cho học sinh đạt kết quả xuất sắc trong học tập nhằm phát triển năng khiếu về một số môn học trên cơ sở bảo đảm giáo dục phổ thông toàn diện, tạo nguồn đào tạo nhân tài, đáp ứng yêu cầu phát triển của đất nước." Ở Việt Nam (VN) hiện chỉ có trường chuyên công lập, trừ duy nhất trường Phổ thông năng khiếu trực thuộc Trường Đại học (ĐH) Tân Tạo.
Khái niệm tương đương trên thế giới là các trường chuyên/trường (tuyển) chọn, trong đó có việc lựa chọn học sinh dựa theo năng lực học tập: Selective School (Úc, quốc tế), Grammar school (Anh và một số nước), Specialized School (New York, Liên Xô cũ và một số nước), Specialist Schools (Anh), Magnet school (Mỹ), Gymnasium (Đức và một số nước), Realschule (Đức, Thuỵ Sỹ), School for the Gifted... Một số trường với định hướng STEM//STEAM có các tên như: School of Science and Mathematics, School of Science and Engineering, Liberal Arts and Science Academy...
Các chương trình dành cho học sinh năng khiếu - tài năng hay chương trình đào tạo chuyên được tổ chức riêng dưới dạng các trường như nêu trên, hoặc đưa vào một trường học nhưng có các lớp chuyên/chọn riêng biệt, khái niệm tương đương trên thế giới là gifted and talented programmes (danh sách các chương trình dành cho học sinh năng khiếu - tài năng học thuật trên toàn cầu).

## Trường chuyên/Lớp chuyên, chọn công lập quốc tế

### Anh
Năm 1944, Anh thông qua Đạo luật Giáo dục 1944, trong đó quy định rằng giáo dục phải hoàn toàn miễn phí cho tất cả các trường trung học công lập, và tái cấu trúc hệ thống các trường trung học thành ba loại (tripartite system): grammar school, secondary modern và technical school (tương đương với hệ chuyên, hệ thường và trung học chuyên nghiệp của VN). Một yếu tố quan trọng nữa là hệ thống thi 11+, tức là thông qua thi đầu vào ở lớp 6 (11-12 tuổi) để phân loại và xét tuyển học sinh vào trường grammar.
Với hệ thống ba loại, số lượng trường grammar 100% ngân sách công (maintained) được duy trì ở mức trên 1200 trường cho đến những năm 1960. Bên cạnh đó có 179 trường direct-grant grammar, nhận 1/4 từ ngân sách trung ương và còn lại từ ngân sách địa phương & quỹ phụ huynh. Hệ thống ba loại, đặc biệt là thi 11+, gây tranh cãi gay gắt vào đầu thập niên 1960, khi phía cánh tả cho rằng các trường grammar trở nên "tinh hoa" do những học sinh thuộc tầng lớp trên dễ được nhận vào hơn là các học sinh tầng lớp lao động. Kết quả là xuất hiện một hệ thống mới - trường bao quát (comprehensive school) - được thử nghiệm từ những năm 1940 và trở nên phổ biến vào những năm 1960. Trường bao quát là các trường công nhận học sinh không dựa trên bất cứ tiêu chí xét tuyển nào. Việc mở rộng hệ thống comprehensive và chiến thắng của chính phủ Công đảng dẫn đến Thông tư 10/65, quy định tất cả các Ủy ban Giáo dục Địa phương (LEA) phải chuyển đổi trường grammar thành trường comprehensive (về sau Margaret Thatcher thay thế thông tư này bằng Thông tư 10/70 cho phép các LEA được quyền quyết định chuyển đổi hay không).
Quá trình mở rộng hệ thống trường comprehensive vẫn diễn ra nhanh chóng trong thập niên 1970, dẫn đến việc số lượng các trường grammar ngân sách công giảm nhanh chóng, và tất cả các trường direct-grant thì chuyển thành trường thường hoặc tư nhân hóa. Tuy nhiên đến những năm 1980, số lượng trường grammar công lập vẫn duy trì ở mức trên 160 trường ở Anh & Wales và 69 trường ở Bắc Ireland. Tỷ lệ học sinh theo học trường grammar vẫn tăng đều đặn và đạt gần 5% vào năm 2012.
- Chính phủ Bảo thủ (1979-1997) mở rộng hệ thống trường dạy nghề, và thông qua Đạo luật Cải cách Giáo dục 1988 cho phép các trường nhận ngân sách trực tiếp từ trung ương (grant-maintained) và không còn phụ thuộc vào LEA.
- Chính phủ Lao động (1998-2010) bãi bỏ hệ thống grant-maintained cũng như hệ thống thi 11+, nhưng việc thi phân loại vẫn diễn ra ở nhiều địa phương có trường grammar. Tuy nhiên đáng chú ý là đảng Lao động lại đề xuất việc mở rộng một hệ thống chuyên mới - specialist school, cho phép các trường công được tuyển 10% học sinh dựa trên năng lực ở một số môn chuyên. Số trường specialist tăng cực nhanh lên gần 3000 trường sau thập niên 2000, với 88% ngân sách từ chính phủ. Khác với trường comprehensive không chuyên, trường specialist có các chương trình đào tạo chuyên về một số lĩnh vực như toán, kỹ thuật, nghệ thuật, nhân văn, kinh doanh...
- Chính phủ Bảo thủ (2011-) thông qua Academies Act 2010 và Education Act 2011, cho phép các trường công trở thành academy, nhận ngân sách trực tiếp từ Trung ương và được tự chủ hơn trong việc xây dựng chương trình học.

Vài điểm lưu ý:
- Hệ thống trường grammar đã có lịch sử và được luật hóa hơn 75 năm ở Anh Quốc, mà đỉnh cao là hơn 1200 trường vào đầu thập niên 1960. Và kể cả khi các trường grammar đã suy giảm sau thập niên 1970 thì số trường vẫn đạt con số 163[2], gấp hơn 2 lần số trường chuyên ở VN hiện nay. Đó là chưa kể hệ thống trường "bán chuyên" trong đó một tỉ lệ nhất định học sinh trong trường là có năng lực cao về học thuật/nghệ thuật.
- Phần lớn những tranh cãi hiện nay quanh hệ thống trường chuyên lớp chọn ở VN đều đã diễn ra ở Anh. Phía cánh tả và Công đảng, dù phản đối hệ thống grammar, vẫn phải thừa nhận sự đa dạng trong nhu cầu và năng lực học sinh. Kết quả là họ phát triển một hệ thống trường chuyên mới - specialist school, hiện có gần 3000 trường như thế.
- Tất cả những vận động trên đều chỉ tập trung quanh hệ thống trường công. Chưa có bất kỷ chính phủ Anh nào, cả Bảo thủ lẫn Lao động, đòi xóa bỏ vai trò chính phủ trong việc giáo dục học sinh tài năng, và coi tư nhân hóa như là giải pháp. Trường công vẫn chiếm đại đa số (93%) học sinh ở Anh, bao gồm cả hệ thống các trường danh giá grammar, trường chuyên specialist, trường không chuyên, trường tự chủ academy, và hệ thống đào tạo nghề apprenticeship.

### Pháp[3]
Ở Pháp, hệ thống trường chuyên, lớp chọn có tên "Classes préparatoires aux Grandes Ecoles" (CPGE), dịch là "Lớp dự bị vào Trường Lớn".
Trường Lớn là hệ thống trường đại học được thành lập vào giữa thế kỷ 18 nhằm đào tạo đội ngũ công chức cao cấp thuộc nhiều ngành nghề phục vụ cho nền hành chính quốc gia, chính phủ và Nhà nước. Ngày nay, mỗi trường một chuyên ngành và trực thuộc các bộ chủ quản khác nhau như Học viện Nông học, Hành chính Trung ương, Cầu đường, Mỏ, Bách khoa, Sư phạm, Viễn thông... Những người Việt đầu tiên tốt nghiệp ở các trường này là dưới thời thuộc địa, như Hoàng Xuân Hãn ở trường Bách nghệ, Công chúa Như Mai ở Học viện Nông học, nhà văn Phạm Duy Khiêm hay triết gia Trần Đức Thảo ở Đại học Sư phạm Paris...
Những lớp chọn xuất hiện lần đầu tiên vào thế kỷ 18 đều thuộc chuyên ngành khoa học tự nhiên nhằm chuẩn bị cho thí sinh, vốn thuộc giới quý tộc, thi tuyển các concours sĩ quan quân đội cấp cao. Sau Cách mạng Pháp 1789, nền Cộng hòa mở rộng cánh cửa tiếp nhận đào tạo mọi công dân dựa trên năng lực và tài năng chứ không còn dựa vào thân thế quý tộc. Phải đợi đến thế kỷ 20, hai phân ban văn chương - khoa học xã hội và kinh tế - thương mại mới xuất hiện trong hệ thống này.
Ngày nay, lớp CPGE được coi là bậc đầu tiên của hệ đại học, kéo dài hai năm, nhằm tăng cường kiến thức để giúp sinh viên tỷ thí ở các concours sát hạch vào Trường Lớn danh giá (thuộc những ngành kỹ sư, khoa học tự nhiên, khoa học xã hội, thương mại, nghệ thuật...). Tuy nhiên, các CPGE lại được đặt trong khuôn viên của trường trung học (lycée) danh tiếng ở thành phố hay thủ phủ kinh tế lớn như Paris, Lyon, Bordeaux, Nantes, Lille, Toulon (tổng cộng đặt tại 448 lycées trên toàn quốc)...
Thí sinh phải có bằng tú tài, cộng với hồ sơ bảng điểm của nhiều năm học phải xuất sắc thì mới có cơ hội gia nhập giới "élite học đường" này. Nếu sinh viên thi trượt có thể chuyển sang học tiếp ở hệ thống các trường đại học tổng hợp (Université). Nói một cách khác, CPGE là "phòng chờ" để được vào Trường Lớn.
Theo thống kê từ Bộ Giáo dục quốc gia và Bộ Giáo dục Đại học và Nghiên cứu Pháp, năm học 2019-2020, hệ thống CPGE, công lập và tư thục, có 85.100 sinh viên (trong đó có 36.000 nữ sinh viên) trên tổng số hơn 2,7 triệu sinh viên thuộc các hệ đại học, tức là chỉ chiếm hơn 3%. Năm 2017, chi phí trung bình cho mỗi học sinh và sinh viên Pháp là 8.690 euros, riêng mỗi sinh viên thuộc CPGE tăng gần gấp đôi, lên đến 15.760 euros. 58% sinh viên của hệ này xuất thân từ giới trung lưu.
Tồn tại gần 3 thế kỷ, từ chế độ quân chủ đến nền Đệ ngũ Cộng hòa, CPGE là một trong các "sản vật" của nền giáo dục Pháp, xứng vai với những biểu tượng khác như mũ nồi beret, bánh mỳ baguette hay rượu vang. Muốn vào hàng ngũ tinh hoa này, điều kiện tiên quyết bạn phải là tú sinh (tốt nghiệp tú tài) và bạn nghiễm nhiên đã là sinh viên rồi. Bạn "tiêu tốn" của Nhà nước mỗi năm gấp đôi so với học sinh, sinh viên bình thường và chỉ chiếm 3% tổng sĩ số sinh viên. Vì những lý do khách quan này, CPGE hứng chịu nhiều cuộc chỉ trích, luận chiến, bút chiến từ giới chính trị đến giáo chức và cả xã hội trong nhiều thập niên qua.
Hệ thống trường chuyên, lớp chọn đã tồn tại lâu như vậy thì không thể không có những điểm hấp dẫn và vượt trội trên phương diện sư phạm lẫn hướng nghiệp. Đầu tiên, sinh viên không bị học lệch vì ngoài việc được trang bị kiến thức cơ bản, họ còn được hưởng một chương trình đa ngành. Nghĩa là trong hai năm học đó, bạn chọn chuyên ngành toán hay khoa học tự nhiên khác thì cũng không thua kém về kiến thức triết học hay văn chương, lịch sử nghệ thuật. Bạn cũng được trợ giúp để xây dựng kế hoạch cá nhân hay dự định nghề nghiệp. Bạn được rèn luyện những kỹ năng phân tích, tổng hợp và phản biện ở cả diễn văn và diễn ngôn.
Ngoài nắm vững kiến thức chuyên môn thuần túy, bạn phải có những "năng lực mềm" này để dễ dàng và nhanh chóng thăng chức sau vài năm đi làm vì khả năng tìm được việc làm với vị trí phù hợp là không hề khó khi bạn tốt nghiệp từ một Trường Lớn. Kết quả điều tra xin việc làm của sinh viên tốt nghiệp Trường Lớn (Conférences des Grandes Ecoles, tháng 6 năm 2013) cho thấy năm 2012, 81,5% sinh viên tìm được việc làm sau vài tháng tốt nghiệp. Khả năng thích ứng với môi trường làm việc của bạn cũng tốt vì hệ thống CPGE đã đào luyện bạn trong cạnh tranh, thành tích và ý thức về sự xuất sắc.
Nhưng CPGE cũng bị chỉ trích mạnh ở chính bản chất giáo dục tinh hoa và gây bất bình đẳng xã hội. Hai đặc điểm này gắn kết như nguyên nhân và hệ quả của một vấn đề. Năm 2011, sinh viên bậc đại học trên toàn quốc xuất thân bình dân chiếm 33,8% và 42,8% đến từ giới trung lưu. Cũng năm này, ở hệ CPGE, 26% sinh viên xuất thân bình dân và 62% sinh viên từ giới trung lưu (Dutercq và Masy, Nguồn gốc xã hội của sinh viên Lớp dự bị vào Trường Lớn, CNESCO, 2016).
Ví dụ, ở phân ban văn chương - khoa học xã hội, chỉ 12% sinh viên xuất thân bình dân. Thực tế này cho thấy những sinh viên này thiếu hẳn "vốn văn hóa" mà họ không được thừa hưởng từ cha mẹ.
Ba yếu tố sau khiến cho CPGE vẫn phát triển nhưng trong một cuộc "nội hôn dòng tộc" hay "cha truyền con nối": Hiện tượng tự kiểm duyệt từ phụ huynh đa số thuộc tầng lớp bình dân vì tin rằng không đủ khả năng với tới; thua thiệt tài chính vì e không đủ tiền trang trải việc học hành và bất bình đẳng địa lý là hệ quả của bất bình đẳng xã hội vì con cái sinh trưởng ở môi trường nông thôn, khu công nghiệp hay ngoại ô nghèo thì khả năng tiệm cận với CPGE là gần như zéro.
Mối lo ngại trên phương diện chính trị và chính sách giáo dục về mô hình giáo dục tinh hoa này đã được bàn thảo ngay từ thập niên 1970, nhưng chỉ đến những năm 2000 thì hàng loạt nghiên cứu, khảo sát, điều tra, báo cáo được thực thi giúp chính phủ có một điểm tựa về học thuật và thực chứng để đưa ra một loạt biện pháp đồng bộ nhằm cải thiện.
Từ năm 2005, chính sách quốc gia mở rộng biên độ xã hội cho hệ CPGE xoay quanh hai trục chính: đa dạng hóa nguồn gốc xã hội của sinh viên và những phân ban sát hạch cao (khoa học tự nhiên và xã hội nhân văn) phải nới rộng khả năng tiếp nhận sinh viên từ tầng lớp bình dân.
Từ đây, các biện pháp được cụ thể hóa như sau: Chiến dịch thông tin và truyền thông (điều kiện nhập học, tài chính...) để trợ giúp sinh viên theo đuổi hệ đại học xuất sắc; khai sinh Les Cordées de la réussite năm 2008 - chương trình hợp tác giữa các cơ sở đại học với trường trung học ở 215 địa bàn được Nhà nước ưu tiên để đồng hành và đỡ đầu học sinh; đặt mục tiêu 30% sinh viên có học bổng ở các Trường Lớn, ưu tiên nhận sinh viên vào khối ngành công nghệ...
Nỗ lực tầm quốc gia và các sáng kiến của một vài Trường Lớn được Viện Montaigne và Cartes sur table đánh giá kết quả khá thận trọng, vì "vẫn có quá ít sinh viên xuất thân từ tầng lớp bình dân" (một vài phần trăm) và "sự đa dạng hóa việc tuyển sinh viên vấp phải những thói quen và nhận định của CPGE vốn chẳng thay đổi theo thời gian". Việc này khiến sinh viên đến từ khu vực bình dân không thoải mái trước những định kiến của sinh viên "truyền thống" ở CPGE.
Từ thập niên 1970, nền đại học Pháp phát triển liên tục cả về số lượng và chất lượng, nhưng đó là sự dân chủ hóa phân ly (démocratisation ségrégative) tạo nên một nền đại học bất bình đẳng. Vì bậc này tạo ra hai nhánh song song: các trường đại học (tổng hợp) tiếp nhận tất cả tú sinh và Trường Lớn lọc sinh viên từ "phòng chờ" CPGE. Nhánh hai là thiểu số "đắt đỏ", nhánh một là đa số "giá rẻ".

### Singapore
Chương trình giáo dục năng khiếu (Gifted Education Programme (GEP)) là một chương trình tuyển chọn học thuật cạnh tranh cao ở Singapore, xác định top 1% học sinh trong mỗi năm học với năng lực tư duy cao nhất. Bài kiểm tra bao gồm ngôn ngữ, toán học và tư duy không gian (có 2 vòng kiểm tra). Học sinh được tuyển sẽ được chuyển tới trường học cung cấp chương trình GEP. Các lớp chuyên/chọn này được thiết kế để phù hợp với năng lực học tập của học sinh, và có thể mở rộng hoặc đào sâu kiến thức một số môn. Chương trình được thiết kế bởi Vụ Giáo dục Năng khiếu (Bộ Giáo dục Singapore).

#### 9 trường tiểu học tại Singapore cung cấp GEP (chương trình/lớp chọn)
| Trường                         | Nature of School | Nature of School |
| Trường                         | Giới             | Loại             |
| ------------------------------ | ---------------- | ---------------- |
| Anglo-Chinese School (Primary) | Nam              |                  |
| Catholic High School (Primary) | Nam              | SAP*             |
| Henry Park Primary School      | Nam nữ đồng giáo |                  |
| Nan Hua Primary School         | Nam nữ đồng giáo | SAP*             |
| Nanyang Primary School         | Nam nữ đồng giáo | SAP*             |
| Raffles Girls' Primary School  | Nữ               |                  |
| Rosyth School                  | Nam nữ đồng giáo |                  |
| St Hilda's Primary School      | Nam nữ đồng giáo |                  |
| Tao Nan School                 | Nam nữ đồng giáo | SAP*             |

*Các trường thuộc Kế hoạch Hỗ trợ Đặc biệt (SAP) chỉ cung cấp tiếng Trung Quốc như tiếng mẹ đẻ. 

#### Trường Trung học cơ sở cung cấp GEP/SBGE (trường chuyên)
Tới năm 2008, GEP không được phát triển ở khối Trung học cơ sở, và được thay thế bằng SBGE (School-Based Gifted Education, tạm dịch là trường chuyên).
- Anglo-Chinese School (Independent)
- Dunman High School
- Hwa Chong Institution
- Nanyang Girls' High School
- NUS High School of Mathematics and Science
- Raffles Girls School (Secondary)
- Raffles Institution
- Catholic High School,
- Methodist Girls' School and St. Joseph's Institution.

### Mỹ
Theo Văn phòng Dân quyền (Office of Civil Rights) của Bộ Giáo dục Hoa Kỳ, trong năm học 2011-2012 có khoảng 3.2 triệu học sinh trong khối giáo dục năng khiếu và tài năng công lập.
Xét theo đối tượng, có 3 hướng cơ bản để thu thập thông tin về trường công chuyên hoặc lớp chọn tại Mỹ.

#### Gifted Programs (Chương trình năng khiếu)
Tại các trường công phân theo các học khu (School District) thường có chương trình năng khiếu (Gifted Programs) dành cho trẻ có năng lực học thuật thuộc hàng top. Thầy/Cô giáo sẽ để ý và chọn ra các bé đó để cho làm bài kiểm tra năng lực về nhiều mặt, hoặc phụ huynh có thể chủ động yêu cầu nhà trường cho con mình làm gifted test vào đầu năm học. Nếu được chọn, thông thường các bé sẽ vẫn học tại lớp cũ nhưng sẽ được tách riêng học thêm vài tiết nâng cao vào một số buổi trong tuần và được giao bài tập khó hơn chứ cũng không học nặng lắm.
Nếu muốn con học nhảy lớp, phụ huynh chỉ cần đăng ký cho con tham gia kỳ thi kiểm tra kiến thức toàn diện của cấp lớp mà con muốn bỏ qua trước khi vào năm học mới.

##### Tiêu chí tuyển chọnhọc sinh vào chương trình chuyên cấp phổ thông của Mỹ:
Không chỉ dựa vào điểm số mà còn được theo dõi qua giáo viên đứng lớp trong suốt năm học. Họ đề xuất học sinh năng khiếu trong khoảng 1-3% tổng số học sinh của lớp và trường. Có 4 tiêu chí chọn lựa:
- Khả năng trí tuệ như học nhanh và dễ dàng, nhớ lâu và hay hỏi, phát triển ngôn ngữ vượt trội.
- Thành tích, tức điểm thi cao hơn nhiều so với trung bình của độ tuổi, thích hoạt động có nội dung thử thách.
- Sự sáng tạo thể hiện qua trí tưởng tượng phong phú, thích thử nghiệm mới và có ý tưởng độc đáo, khác biệt, hay đề xuất giải pháp sáng tạo không theo khuôn mẫu.
- Tính cách cá nhân thể hiện qua sự tự giác, kiên định theo đuổi mục tiêu, có khả năng tập trung cao trong thời gian dài, độc lập trong việc hoàn thành nhiệm vụ được giao, hay quan tâm đến những vấn đề của người trưởng thành.

Học sinh thỏa mãn ít nhất 2-3 tiêu chí trên sẽ được giáo viên đứng lớp đề cử lên trường, cũng có khi do bố mẹ đề nghị để con mình tham gia làm bài kiểm tra chọn học sinh vào chương trình chuyên của trường.  Khi nộp hay lập hồ sơ, kèm theo bảng điều tra năng khiếu này, thày cô chủ nhiệm phải kèm theo bài viết, mẫu sản phẩm (work sample) của học sinh được chọn/đề cử. Những sản phẩm hay tác phẩm cho vào hồ sơ phải thể hiện những đặc điểm phù hợp, tương ứng của học sinh đó.

##### Những bài kiểm tra
- CogAT: viết tắt của chữ Cognitive Abilities Test, là bài thi được áp dụng rộng rãi để quyết định xem một trẻ em/ học sinh có đủ tiêu chuẩn theo học chương trình dành cho trẻ năng khiếu/tài năng (gifted and talented) hay không.
- IOWA Assessments: tên cũ là Iowa Test of Basic Skills, hay gọi tắt là Iowa Test hay ITBS, do Khoa Giáo dục, trường ĐH Iowa khởi xướng từ năm 1935 với mục tiêu cải thiện việc dạy, phương pháp sư phạm. Bài thi này ban đầu áp dụng cho học sinh từ mẫu giáo đến lớp 8 ở toàn tiểu bang Iowa. Sau nhiều thập niên, rất nhiều tiểu bang khác trên khắp nước Mỹ cũng sử dụng bài test này. Những phần trong bài thi chủ yếu là: Vocabulary, Spelling, Capitalization, Usage and Expression, Word Analysis, Reading Comprehension, Listening, Language, Math Concepts and Estimation, Maps and Diagrams, Math Problem Solving and Data, Social Studies, Science.

Lưu ý rằng, hai bài thi này được áp dụng chủ yếu cho học sinh các lớp 1, 2, 5 và 8. Nếu học sinh lên đến lớp 3 hay 6 mà giáo viên nhận thấy cần xem xét đưa vào chương trình năng khiếu/tài năng thì sẽ có hội đồng riêng xem xét, tiến hành kiểm tra và đánh giá.

#### Magnet School
Tại Hoa Kỳ, khái niệm "magnet school" để chỉ các trường công với các chương trình bồi dưỡng theo các chủ điểm như:
- STEM: Khoa học, Kỹ thuật, Công nghệ, Toán học.
- Nghệ thuật
- IB (Tú tài quốc tế) và Nghiên cứu quốc tế International Baccalaureate, International Studies
- CTE: Giáo dục hướng nghiệp thực hành
- Ngôn ngữ.

Tuy nhiên, không phải trường Magnet nào cũng là trường "chọn"/"chuyên" theo nghĩa tuyển chọn theo năng lực học sinh, có nơi còn theo hình thức quay số ngẫu nhiên để lựa chọn học sinh.

#### "Exam School"[10]
Một thống kê trên cơ sở tiêu chí là trường công, phục vụ khối Phổ thông trung học, là trường độc lập (không phải là chương trình/hay là trường nhỏ trong trường đại học lớn), có thi tuyển đầu vào về học thuật cho học sinh có năng lực, cho biết trong 30 bang của Hoa Kỳ có 165 trường THPT "tuyển chọn"/Exam Schools, với tổng cộng 136000 học sinh theo học, chiếm khoảng 1% học sinh toàn quốc cùng độ tuổi.

### Úc

#### Bang New South Wales
Bang New South Wales có 95 trường tiểu học cung cấp các lớp chọn (qua thi tuyển) cho học sinh học lớp 5 và lớp 6.
Ở khối trung học, việc thi tuyển vào trường chuyên/bán chuyên công lập cạnh tranh rất cao, hàng năm có 3600 chỗ với số thí sinh dự thi là 15000 trong kỳ thi tuyển.
Năm 2019, có tổng cộng 47 trường chuyên hoặc bán chuyên (có một tỉ lệ học sinh năng lực cao trong học tập, không phải tất cả học sinh trong trường). Trong đó 17 trường là chuyên; 25 là bán chuyên; 4 là trường chuyên nông nghiệp; và 1 trường chuyên trực tuyến. 34 trong số 47 trường này ở khu đô thị Sydney.

#### Bang Victoria
Ở Victoria, trường chuyên Trung học phổ thông công lập tuyển học sinh qua kỳ thi tuyển. Thống kê năm 2011 có 4 trường chuyên công lập: Melbourne High School, Mac.Robertson Girls' High School, Nossal High School và Suzanne Cory High School. Thêm vào đó có các trường chuyên đặc biệt, chuyên sâu về nghệ thuật là Victorian College of the Arts Secondary School,  chuyên sâu về khoa học là John Monash Science School và Elizabeth Blackburn School of Sciences.

#### Bang Queensland
Ở Queensland, có 4 trường chuyên công lập ở khối Trung học phổ thông. Brisbane State High School, được thành lập năm 1921, là trường bán chuyên; và 3 trường Queensland Academies là trường chuyên được thành lập 2007 và 2008. Việc tuyển chọn bao gồm kỳ thi đầu vào, kết quả kỳ thi NAPLAN quốc gia, xếp hạng ở trường tiểu học, phỏng vấn và các thông số khác.

#### Bang Tây Úc (Western Australia)
Ở Western Australia, giáo dục chuyên khối trung học được quản lý bởi Bộ Giáo dục Bang, thông qua kỳ thi tuyển chọn năng khiếu - tài năng vào năm lớp 7. Ứng viên yêu cầu tham gia kỳ thi tuyển đầu vào, và có thể bao gồm phỏng vấn, trình diễn và/hoặc tham dự hội thảo tuỳ thuộc vào ngành/môn học. Các chương trình được chia làm 3 lĩnh vực: học thuật, ngôn ngữ và nghệ thuật. 18 trường công tham gia chương trình này, và đều là bán chuyên, duy có trường Perth Moderrn School là chuyên.

### Đức

#### Gymnasium
Trong hệ thống giáo dục Đức, đây là loại hình trường Trung học cao nhất về yêu cầu tuyển chọn và đào tạo (2 loại hình khác là Realschule và Hauptschule). Năm học 2009/2010, có 3094 trường Gymnasium ở Đức, với 2.475.000 học sinh (chiếm 28 % học sinh cùng độ tuổi), trung bình một trường có 800 học sinh.
Trường chọn Gymnasium chủ yếu tồn tại ở dạng công lập, tuy nhiên có một số nhỏ là các trường thuộc giáo xứ tôn giáo hoặc tư thục. Gymnasium thường bắt đầu từ lớp 5 và sau năm "thứ mười ba" mới tốt nghiệp để lấy bằng tốt nghiệp PTTH (Abitur). Có những tiểu bang đang có chương trình thực nghiệm rút ngắn thành 12 năm.
Cách tuyển chọn vào học tại các trường này thường là theo mức điểm học trung bình tối thiểu nhất định ở tiểu học, để có thể nộp hồ sơ dự tuyển. Trong hầu hết các trường hợp, học sinh cần có một thư giới thiệu của giáo viên tiểu học, trong đó nêu thành tích học tập, tính cách cá nhân, khả năng lãnh đạo và các hoạt động ngoại khoá. Một số trường sẽ có thêm phần phỏng vấn trực tiếp học sinh và phụ huynh để xác định trường có là lựa chọn phù hợp với học sinh hay không.
Đây là hệ thống trường dành cho học sinh khá giỏi. Trường sẽ có từ lớp 5-12 hoặc 13 (tuỳ từng bang cụ thể). Các môn học có thể tùy từng trường nhưng nói chung bao gồm các môn: Tiếng, Đức, Toán, Khoa học Máy tính, Lý, Hóa, Sinh, Địa lý, Nghệ thuật, Âm nhạc, Lịch sử, ... Từ năm lớp 11 trở đi, học sinh không phải bắt buộc học tất cả các môn học. Các em có quyền lựa chọn những môn học mà mình yêu thích để nghiên cứu chuyên sâu. Học sinh tốt nghiệp lớp 12 ở một số bang đã có thể lấy "Abitur", nhưng thông thường các bang khác vẫn yêu cầu phải hết lớp 13. Sau khi tốt nghiệp, học sinh sẽ nhận được bằng tú tài (Abitur) và chuẩn bị cho học sinh lên học Đại học (Universität)  hoặc Đại học ứng dụng (Fachhochschule).
Trước đây, học sinh của Đức  thường chỉ học nửa ngày. Năm 2001, nước Đức bị sốc bởi kết quả bài thi PISA (bài thi đánh giá kỹ năng Đọc hiểu, Khoa học, và Toán). Do giáo dục tại Đức là do từng bang quản lý, kết quả PISA cho thấy học sinh ở Berlin và Bremen có kết quả rất thấp còn Bavaria và Saxony thì rất tốt. Sau đó, các bang đã phải nỗ lực rất nhiều để cải thiện kết quả giáo dục và học tập. Rất nhiều trường đã chuyển từ học nửa ngày sang học cả ngày, và chương trình giáo dục cũng nặng và khó hơn. Hiện nay, tại Đức, số học sinh đi học Đại học nhiều gấp đôi số học sinh chọn học các trường nghề. Và ngày càng nhiều phụ huynh muốn con cái vào học các trường Gymnasium.

## Trường chuyên/Lớp chuyên-chọn công lập Việt Nam
Hệ thống trường THPT Chuyên ở Việt Nam bao gồm 2 hệ: các trường chuyên trực thuộc các trường đại học (trước đây là các trường chuyên cấp quốc gia) và các trường chuyên của tỉnh. Hai hệ thống có một số khác biệt:
- Phạm vi tuyển sinh:
  - Các trường chuyên thuộc các trường đại học: tuyển sinh trong cả nước.
  - Các trường chuyên của tỉnh/thành phố: chỉ tuyển sinh trong nội hạt tỉnh/ thành phố đó (trừ một số trường hợp cá biệt)
- Kỳ thi học sinh giỏi quốc gia:
  - Các trường chuyên trực thuộc các trường đại học: trực tiếp tham gia Kỳ thi HSG Quốc gia như một tỉnh/thành phố
  - Các trường chuyên tỉnh/thành phố: phải tham gia Kỳ thi HSG cấp tỉnh/thành phố, thường là với các trường chuyên khác và trường THPT hệ thông thường trong tỉnh/thành phố

Danh sách các trường chuyên Việt Nam có tại đây.